# Mount William (Nowa Szkocja)
Mount William – miejscowość (community) położona w widłach rzek East River of Pictou i Middle River of Pictou w Kanadzie, w północnej części kanadyjskiej prowincji Nowa Szkocja, założona w 1810. W 1956 liczyła 100 mieszkańców.

## Nazewnictwo
Nazwa miejscowości pochodzi od imienia jednego z pierwszych tutejszych osadników – albo Williama Frasera, albo Williama Portera (ewentualnie od ojca tego ostatniego, jego imiennika); nazwa urzędowo zatwierdzona 26 marca 1976.

## Położenie
Miejscowość (community – od września 2005) jest położona niedaleko ujścia rzek East River of Pictou (dawniej East River) i Middle River of Pictou (dawniej Middle River) do zatoki Pictou Harbour, pośrodku w ich widłach, w hrabstwie Pictou, około 6 km od Westville, na zachód od New Glasgow (45°35′31″N, 62°42′43″W), w kanadyjskiej prowincji Nowa Szkocja.

## Historia
Miejscowość powstała na początku XIX wieku, zasiedlona w wyniku nadania z 1810 przez rodziny Fraserów (Williama i Peggy), Porterów (braci: Jamesa, Johna i Williama), Davida Marshalla (posiadającego już 1808–1809 grunty – 300 akrów – na północ od miejscowości) oraz innych, tworząc początkowo sześć gospodarstw. W 1874 utworzono szkołę w miejscowości, przebiegał przez nią tor łączący kopalnię węgla Drummond Mine z nabrzeżem w Granton, a w 1936 w jej okolicach powstała należąca do Acadia Coal Company kopalnia Acadia Number 7 (tzw. Moss Mine). Mieszkańcy zarówno w drugiej dekadzie, jak i w latach 60. XX wieku zajmowali się w przeważającej mierze uprawą roli.

## Demografia
W 1956 miejscowość zamieszkiwało 100 osób.

## Polityka
Współcześnie należy do okręgu wyborczego (do rady hrabstwa) nr 8.